# ファジィな痛み
「ファジィな痛み FUZZY PAIN」（ファジィないたみ ファジィ・ペイン）は、1989年7月21日に発売されたPSY・S11枚目のシングル。

## 解説
表題曲・カップリング共に同日発売アルバム『ATLAS』からのシングルカット。
表題曲は後に、ベスト・アルバム『TWO HEARTS』に収録。
カップリングはNHK「JUST POP UP」エンディングテーマとして使用。

## 収録曲
| 全作曲・編曲: 松浦雅也。 |                                                              |                |            |      |
| #                        | タイトル                                                     | 作詞           | 作曲・編曲 | 時間 |
| 1.                       | 「ファジィな痛み / FUZZY PAIN」                              | 松尾由紀夫     | 松浦雅也   | 5:09 |
| 2.                       | 「STAMP」(NHK-TV「Just Pop Up」エンディング・テーマ・ソング) | サエキけんぞう | 松浦雅也   | 2:50 |
| 合計時間:                | 合計時間:                                                    | 合計時間:      | 7:59       |      |